# Charles Wright Mills
Charles Wright Mills (Waco, 28 de agosto de 1916 – Nyack, 20 de março de 1962) foi um sociólogo americano e professor de sociologia na Universidade de Columbia entre 1946 até sua morte, em 1962. Mills foi amplamente publicado em revistas populares e é lembrado por vários livros, sobretudo por sua magnum opus, The Power Elite, que introduziu esse termo e descreveu relações e alianças de classe entre as elites políticas, militares e econômicas dos EUA.
Mills esteve preocupado com as responsabilidades dos intelectuais na sociedade pós-Segunda Guerra Mundial e defendeu o engajamento público e político sobre a observação desinteressada. O biógrafo de Mills, Daniel Geary, escreve que os escritos de Mills tiveram "um impacto particularmente significativo nos movimentos sociais da Nova Esquerda dos anos 60." Mills usou o termo "Nova Esquerda" nos EUA em uma carta aberta em 1960.

## Biografia
Mestre em arte, filosofia e sociologia pela Universidade do Texas, doutorou-se em sociologia e antropologia pela Universidade de Wisconsin. Foi professor de Sociologia das Universidades de Maryland e Columbia.
O autor ficou principalmente conhecido por seu livro A Imaginação Sociológica, publicado originalmente nos EUA em 1959. Nele o autor faz um apelo para que sociólogos não deixem a imaginação e a criatividade de lado, ao exercerem sua profissão, em favor de uma pretensa objetividade e neutralidade do trabalho científico. Para o autor as grandes obras e os grandes intelectuais da história nunca abriram mão de sua reflexividade e criatividade, além de uma postura crítica diante da realidade. Como exemplos de trabalhos intelectuais de sua época, Mills cita O Behemoth de Franz Neumann como obra científica estimulante à reflexão, e a obra de Talcott Parsons como exemplo da tendência cientificista da sociologia de sua época e de linguagem desnecessariamente complicada e inacessível ao grande público.
Uma das críticas de Mills à sociologia era de que esta deveria ser acessível à compreensão do grande público. Esta sua crítica fazia parte de seu argumento maior de que o intelectual deveria manter uma postura crítica e reflexiva diante da realidade, e assim tomar parte nos debates públicos de sua época.
Mills foi leitor atento da obra de Max Weber, tendo editado nos EUA uma compilação de textos deste último, juntamente com Hans H. Gerth, obra que ficou intitulada 'From Max Weber: essays in Sociology' (traduzida para o português como 'Ensaios de Sociologia'). Nesta obra, Mills e Gerth apresentam uma importante reflexão sobre a obra de Max Weber articulada a um esforço biográfico deste autor.
Para Mills, a racionalidade do mundo ocidental da atualidade não produziu a indispensável libertação do ser humano, já que as principais ideologias desenvolvidas - capitalismo e socialismo - não se mostraram aptas a prever e controlar intensos processos de mudanças sociais.

## Obras
- Elite do poder (1956).
- A imaginação sociológica (1959).
- Listen Yankee - the revolution in Cuba (1960).
- Os marxistas (1962).
- Poder e Política (1965)